# Bojan Zdešar
Bojan Zdešar, slovenski plavalec, * 30. november 1984, Ljubljana.
Zdešar je za Slovenijo nastopil na Poletnih olimpijskih igrah 2004 v Atenah, kjer je v disciplini 400 metrov prosto osvojil 31. mesto. Nastopil je tudi na 1500 metrov prosto in osvojil 20. mesto. 